# Владимир Алексиев
Владимир Христов Алексиев е български лекар и фармаколог със заслуги в областта на токсикологията.

## Биография
Владимир Алексиев е роден на 16 април 1879 г.  Брат на психолога Никола Алексиев. Завършва Търновската гимназия през 1896 г. Следва медицина в Женевския университет, където е последователно доктор от 1903 г. и частен доцент три семестъра през 1911/12 г.
Участва в Първата световна война като запасен санитарен поручик, началник на отделение в 3-та местна военна болница Скопие. За отличия и заслуги през втория период на войната е награден с орден „За военна заслуга“, IV степен.
Редовен професор и титуляр на катедрата по фармакология и терапевтика в Медицинския факултет на Софийския университет от 21 февруари 1920 г. Декан на Медицинския факултет на Университета през академичната 1921/22 г. Ректор на Софийския университет през учебната и академична 1926/27 г. 
Ректорската му реч е посветена на новия способ за лекуване на тежките заразни болести.
Почива в София на 17 ноември 1948 г.

## Трудове
Трудовете на проф. Владимир Алексиев са класически ръководства по фармакология в българската медицинска литература.